# در برابر دیوار (فیلم ۱۹۹۴)
در برابر دیوار محصول ۱۹۹۴ و ساخته شده برای تلویزیون، فیلمی در ژانر درام با بازی ساموئل ال. جکسون و کایل مک‌لاکلن، به کارگردانی جان فرانکن‌هایمر است.
فیلم در نشویل، کلارک‌اسویل و زندان ایالتی تنسی فیلمبرداری شده‌است. فیلم برداشتی آزاد از داستان واقعی شورش در مرکز تأدیبی آتیکا است.